# Rödlätt sälgfly
Rödlätt sälgfly (Orthosia miniosa) är en fjärilsart som beskrevs av Ignaz Schiffermüller 1776. Rödlätt sälgfly ingår i släktet Orthosia och familjen nattflyn. Arten är reproducerande i Sverige. Inga underarter finns listade.

## Bildgalleri

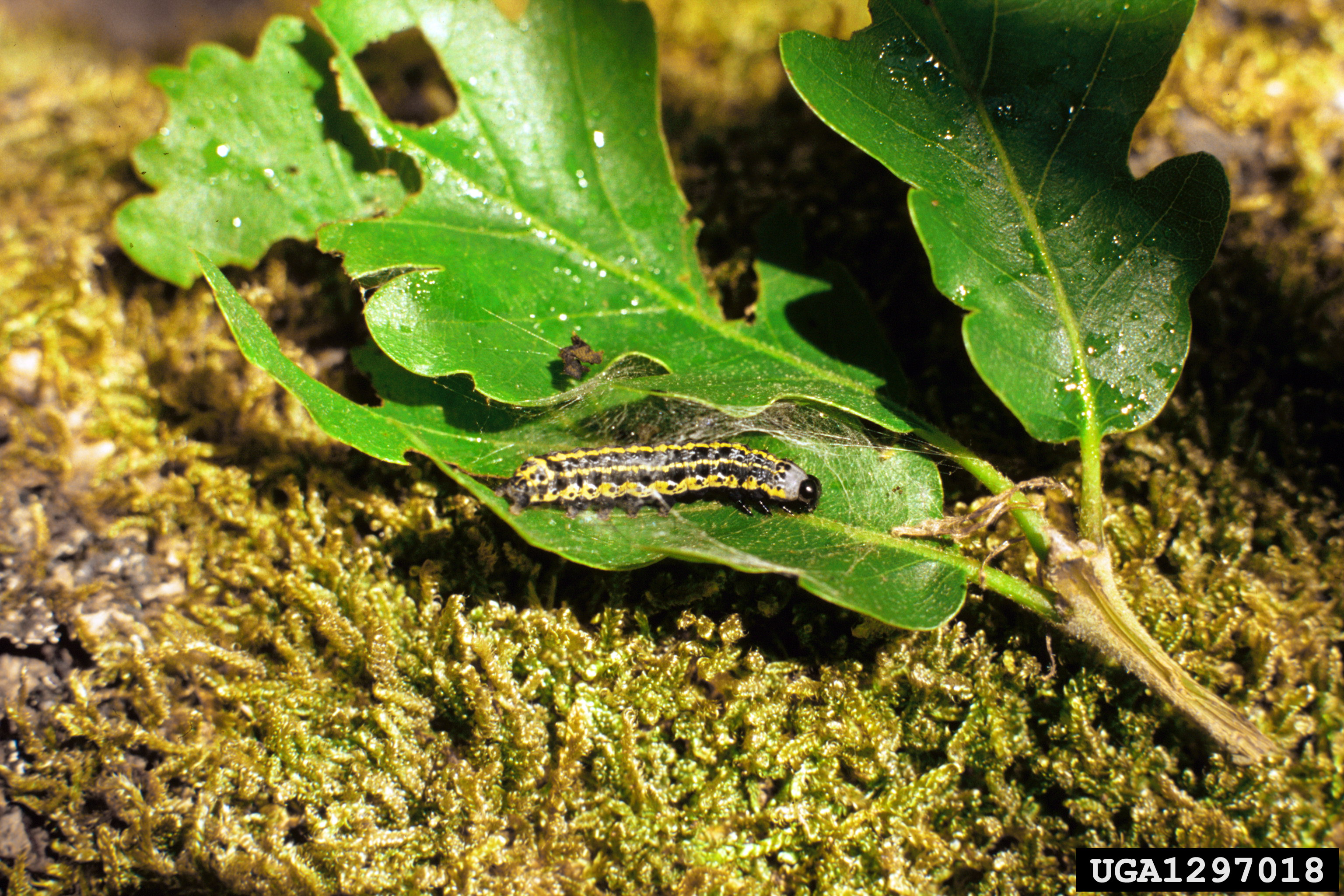